# Seznam slovenskih košarkarjev
Seznam slovenskih košarkarjev.

## A
- Teoman Alibegović
- Jasna Alić
- (Miro Alilović)
- Mirko Amon

## B
- Primož Bačar
- Janez Bajc
- Jure Balažič
- Borut Ban
- Jan Barbarič
- Nika Barič
- Borut Bassin
- Luka Bassin
- (Memi Bečirović)
- Sani Bečirovič
- Mirza Begić
- Jaka Blažič
- Domen Bratož
- Špela Brecelj
- Marjana Bremec Homar
- Primož Brezec
- Klemen Breže
- Primož Brišnik
- Bojan Brodnik
- Jaka Brodnik
- Jure Brolih
- Primož Brolih
- Kruno Brumen
- Peter Brumen
- Dražen Bubnič
- Jan Budin
- Violeta Bulc r. Bunc
- Ludvik Bunderla
- Ajda Burgar

## C
- Miha Cerkvenik
- Saša Ciani
- Tina Cvijanović

## Č
- Vlatko Čančar
- Jakob Čebašek
- Sandi Čebular
- Blažka Čeh
- Vanja Černivec
- Miha Čmer
- Radislav Ćurčić

## Ć
- Aleksandar Ćapin
- Krešimir Ćosić

## D
- Dubravka Dačić
- Ivo Daneu
- Jaka Daneu
- Katja Daneu
- Žiga Daneu
- Merisa Dautović
- Lea Debeljak
- Bogo Debevc
- Cvetana Dekleva
- Matija Dermastia
- (Branko Dežman)
- (Rok Dežman)
- Žiga Dimec
- Žarko Djurišić
- Janez Dolinar (1935-2019)
- Luka Dončić
- Saša Dončić
- Polona Dornik
- Goran Dragić
- Zoran Dragić
- Dragiša Drobnjak
- (Janez Drvarič)
- Urban Durnik
- Dan Duščak
- Slavko Duščak
- Tima Džebo ?

## E
- Vital Eiselt
- Matej Erjavec
- Maja Erkić
- Špela Eržen

## F
- Sabina Felc
- Žiga Fifolt
- (Sašo Filipovski)
- Olga Firsova
- Jože Fišer
- Zala Friškovec
- Gregor Fučka (slovensko-italijanski)

## G
- (Maks Gergolet)
- Gregor Glas
- (Nada Godina)
- Jurica Golemac
- Miljan Goljović
- Boris Gorenc
- Urban Gorjanc
- Teja Goršič
- Danny Green
- (Damir Grgić)
- Barbara Gričar
- Jera Grobelnik
- Samo Grum
- Danica Guberinič
- Marko Gvardjančič

## H
- Gregor Hafnar
- Dušan Hauptman
- Andraž Hedrih
- Alen Hodžić
- Dejan Hohler
- Matevž Homovec
- Roman Horvat
- Vit Hrabar
- Gregor Hrovat
- Jasmin Hukić

## I
- Vlado Ilievski

## J
- Lea Jagodič
- Goran Jagodnik
- Tina Jakovina
- Walter Jeklin
- Vanja Jelen
- Mojca Jelenc
- Igor Jelnikar
- Vinko Jelovac
- Žana Jereb
- Daliborka Jokić
- Nebojša Joksimović
- Goran Jurak
- Žiga Jurček
- Ivica Jurković
- Robert Jurković
- Simona Jurše

## K
- Štefan Kac
- Neva Kalan
- Marjan Kandus
- Danica Kavka
- Franci Kek
- Rene Kidrič
- Jaka Klobučar
- Urban Klavžar
- (Adi Klojčnik)
- Primož Kobale
- Slavko Kokot
- Biserka Komac
- Eva Komplet
- Anže Kos
- Monika Kos
- (Miloš Kosec)
- Slavko Kotnik
- Peter Kralj
- Mario Kraljević
- Gala Kramžar
- Boris Kristančič
- Urban Kroflič
- Aleksandra Krošelj
- Aleš Kunc
- Luka Kureš
- Kuster
- Tina Kvaternik

## L
- Branko Lakovič ?
- Jaka Lakovič
- Jože Lampič
- Luka Lapornik
- Miha Lapornik
- Nina Lavrič
- Boštjan Leban
- (Alfonz Ledinek)
- Aleš Lenassi
- Eva Lisec
- Mileta Lisica (srbsko-slovenski)
- Tine Logar
- Miha Lokar
- Rado(van) Lorbek
- Domen Lorbek
- Erazem Lorbek
- Klemen Lorbek

## M
- Sergej Macura
- Blaž Mahkovic
- (Tomo Mahorič)
- Zora Malacko
- (Loris Manià)
- Luka Marolt
- Peter Marter
- Marko Maravič/ć
- Boško (Božidar) Marinič
- Mojca Markovič
- (Zoran Martič)
- Ariel McDonald
- Janja Meglič
- Anita Merlak
- Blaž Mesiček
- Mojca Mihelič
- Marko Milič
- Darko Mirt
- Mateja Mislej
- Jan Močnik
- Jure Močnik
- Sonja Mrak Šporar
- Mirko Mulalić
- Dino Murić
- Edo Murić
- Bogdan Müller - Panta

## N
- Boštjan Nachbar
- Gregor Nachbar?
- Radoslav "Rašo" Nesterović
- Ljubo Nedimović
- Aleksej Nikolić
- David Nikolić
- Mitja Nikolić Smrdelj
- Hristo Nikolov (Bolgar)
- Ernest Novak
- Alenka (Novljan) Dermastia

## O
- Dean Oberdan (Italija)
- Sara Oblak Speicher
- Teja Oblak
- Metka Obrovnik
- (Gašper Okorn)
- Alen Omić
- Domen Omladič
- Arne Osojnik
- Sašo Ožbolt
- Slavko Ovčina
- Gašper Ovnik
- Mirko Ozimek
- Alen Omič

## P
- Mark Padjen
- Jože Papič
- Smilijan Pavič
- (Mik - Milutin Pavlovič)
- Darko Pehlič - Pehta
- Jure Pelko
- Rudi Pertot
- Simon Petrov
- (Aleš Pipan)
- Rok Pirih
- Sandra Piršić
- Jože »Joco« Podboj
- Gregor Pokleka
- Pavle Polanec
- Sašo Poljšak
- Alenka Potočnik Anžič
- Gašper Potočnik (trener)
- Bine Prepelič
- Emir Preldžić
- Klemen Prepelič
- Anamaria Prezelj
- Jože Prezelj
- Nada Prezelj
- (Janko Prinčič)
- Igor Pučko
- Andreja Pukšič

## R
- Rok Radović
- Bojan Radulović
- Anthony Randolph
- Teemu Rannikko
- Sergej Ravnikar (trener)
- Jan Rebec
- Matic Rebec
- Hasan Rizvić
- Matej Rojc
- Eva Rupnik
- Franc Rupnik
- Luka Rupnik

## S
- (Zmago Sagadin)
- Žiga Samar
- Mirza Sarajlija
- Jure Seifried
- Maruša Seničar
- (Slavko Seničar)
- Ajša Sivka
- Uroš Slokar
- Matjaž Smodiš
- Žak Smrekar
- Leon Stergar
- Slobodan Subotić - Piksi
- Vladimer Stepania (Gruzinec)
- Mitja Susman
- Stane Sušnik (1946-2021)

## Š
- Ana Šarić
- Žiga Šenkiš, Trbovlje
- Zlatko Šantelj, Postojna
- Matic Šiška
- Barbara Škof
- Jure Škorjanc
- Janez Škrjanc
- Jan Špan
- Miloš Šporar
- Zala Šrot
- Meta Štoka

## T
- Lazar Tanasijević
- Katja Temnik
- Aljoša Terčon
- Tomo Tiringer
- (Evgen Titan)
- Mike Tobey
- Andreja Tomšič
- Nevenka Topalovič
- Matjaž Tovornik
- Igor Tratnik
- Tina Trebec
- Rado Trifunovič
- Marko Tušek

## U
- Beno Udrih
- Samo Udrih
- Tjaša Urankar
- (Andrej Urlep)
- Dejan Uršič

## V
- Mateja Veble
- Jan Vide
- Gašper Vidmar
- Peter Vilfan
- Boris Vitez (Ital.)
- Andreja Vodopivec
- Tone Vončina
- Petar Vujačić
- Sara Vujačić
- Saša Vujačić
- Nada Vuleta

## W
- Jiři Welsch

## Z
- Saša Zagorac
- Željko Zagorac
- Klemen Zaletel
- Jože Zevnik?
- Jure Zdovc
- Miha Zupan
- Jože Zupančič

## Ž
- (Andrej Žakelj)
- Aljoša Žorga
- Jože Župančič
- Nejc Župevec